# Enriqueta Chicano Jávega
Enriqueta Chicano Jávega (Madrid, 1949) es una funcionaria española, presidenta del Tribunal de Cuentas desde 2021. Asimismo, por razón del cargo que desempeña, también es secretaria general de la Organización Europea de Entidades Fiscalizadoras Superiores (EUROSAI).

## Biografía
Enriqueta Chicano Jávega nació en Madrid en 1949. Se licenció en derecho por la Universidad Complutense de Madrid en 1971 e ingresó en la Escala de Titulados Superiores del Instituto Nacional de Seguridad e Higiene en el Trabajo. Es diplomada en Altos Estudios de la Defensa Nacional por el CESEDEN y especialista en Derecho del Trabajo y Seguridad Social por la Escuela de Práctica Jurídica de Madrid.
En julio de 1985 fue nombrada asesora del Gabinete del entonces ministro de la Presidencia, Javier Moscoso, desempeñando el cargo hasta octubre de 1987, cuando fue nombrada subdirectora general de Disposiciones y Estudios Administrativos en la Secretaría General Técnica del Ministerio de Obras Públicas y Urbanismo. No tardó mucho en volver al Ministerio de la Presidencia, pues en mayo de 1988 fue nombrada subdirectora general de Relaciones con el Senado en la Dirección General de Relaciones con las Cortes. Se mantuvo en este departamento hasta 1997, llegando a ser directora general de Seguimiento de Iniciativas Parlamentarias y directora general de Relaciones con el Senado.
En 1997, proveniente del Secretariado del Gobierno, se incorporó al Departamento Séptimo de Fiscalización del Tribunal de Cuentas como subdirectora adjunta. En 2002 ascendió a directora técnica.
Fue candidata de la Coalición PSOE-Progresistas al Senado en las elecciones generales de 2000, por la provincia de Madrid, cosechando 1 millón 100 mil votos, insuficientes para conseguir escaño.
En el año 2012, Chicano es recompensada por su años de servicio en el Tribunal de Cuentas al ser nombrada consejera de Cuentas, siendo la consejera responsable del Área Político-Administrativo del Departamento de Fiscalización y presidenta de la Comisión de Igualdad del Tribunal hasta 2021. En noviembre de este año, las Cortes llevaron a cabo la renovación del Supremo órgano fiscalizador, confirmando a Chicano Jávega para otro mandato de nueve años. Además, el 21 de noviembre de 2021 fue nombrada presidenta del Tribunal de Cuentas por el rey Felipe VI, a propuesta del Pleno del Tribunal, tomando posesión del cargo al día siguiente en el Palacio de la Zarzuela. Fue reelegida para un segundo mandato en noviembre de 2024. Además, como presidenta del Tribunal de Cuentas, también desempeña, ex officio, la Secretaría General de la Organización Europea de Entidades Fiscalizadoras Superiores (EUROSAI).
En septiembre de 2024, Chicano se negó a entregar al Senado el acta de deliberación y votación del pleno del Tribunal de Cuentas, celebrado en mayo de 2022, en el que un informe de fiscalización salió adelante con el voto en contra del consejero Javier Morillas. Chicano había afirmado tanto en el Congreso del los Diputados como en el Senado, que las votaciones habían sido aprobadas por unanimidad. La solicitud del Senado se realiza a través de la Comisión de investigación sobre los contratos públicos durante la pandemia del COVID, en el que intervino Koldo García, investigado por la Audiencia Nacional.
Enriqueta Chicano ha estado estrechamente vinculada a la Federación de Mujeres Progresistas, llegando a presidir la organización y siendo su representante en el Consejo Rector del Instituto de la Mujer entre 2005 y 2007, así como en el Consejo Escolar del Estado, esta vez como «personalidad de reconocido prestigio en la lucha para la erradicación de la violencia de género» entre 2008 y 2012.

## Distinciones
- Medalla al Orden del Mérito Civil[22]
- Cruz de Honor de la Orden de San Raimundo de Peñafort (2023)[23]